# غرامبا سيمبسون
غرامبا سيمبسون هو شخصية خيالية في المسلسل الأمريكي ذا سيمبسونز، يؤدي صوته الممثل الأمريكي دان كاستلانيتا.